# Pellaea flavescens
Pellaea flavescens är en kantbräkenväxtart som beskrevs av Fée. Pellaea flavescens ingår i släktet Pellaea och familjen Pteridaceae. Inga underarter finns listade.